# Novosilka, Derajnea
Novosilka (în ucraineană Новосілка) este localitatea de reședință a comunei Novosilka din raionul Derajnea, regiunea Hmelnîțkîi, Ucraina.

## Demografie
Componența lingvistică a localității Novosilka
     Ucraineană (97%)
     Rusă (1,5%)
Conform recensământului din 2001, majoritatea populației localității Novosilka era vorbitoare de ucraineană (97%), existând în minoritate și vorbitori de rusă (1,5%) și armeană (1,5%).